# Salency
Salency település Franciaországban, Oise megyében. Lakosainak száma 900 fő (2022. január 1.). Salency Babœuf, Béhéricourt, Crisolles, Morlincourt, Noyon és Varesnes községekkel határos.

## Népesség
A település népessége az elmúlt években az alábbi módon változott:
| Lakosok száma | 883  | 885  | 901  | 890  | 893  | 897  | 898  | 892  | 900  |
|               | 2013 | 2015 | 2016 | 2017 | 2018 | 2019 | 2020 | 2021 | 2022 |